# Долішнє Кобиле
Долішнє Коби́ле (болг. Долно Кобиле) — село в Кюстендильській області Болгарії. Входить до складу общини Трекляно.

## Населення
За даними перепису населення 2011 року у селі проживали 20 осіб, з них 19 осіб (95,0%) — болгари.
Розподіл населення за віком у 2011 році:
Динаміка населення: